# Vanjan Šijin
Gušen, Vuši ali Huše, najbolj znan po njegovem siniziranem imenu Vanjan Šijin, jer bil džurčenski plemič in minister, ki je živel v ustanovnem in zgodnjem obdobju dinastije Džin, * ni znano, † 1140. 
Dinastija Džin je od leta 1115 do 1234 vladala v severni Kitajski. Vanjan Šijin je bil glavni svetovalec Agude (cesar Tajdzu), ustanovitelja in prvega cesarja dinastije Džin. Sodobni pisci ga opisujejo kot glavnega šamana pred-džinske džurčenske države. Zelo ga je zanimala hanska kitajska kultura. Še posebej je znan kot avtor prve pisave za džurčenski jezik. 

## Življenje
Bil je iz plemena Vanjan, vladajočega klana dinastije Džin, vendar ne iz neposredne cesarske nasledstvene linije. Njegov oče Huandu je bil bratranec Agude (cesar Tajdzu), ustanovitelja dinastije Džin.  On sam je bil eden od glavnih cesarjevih svetovalcev. Pomagal mu je združevati različnih džurčenska plemena in strmoglaviti dinastijo Ljao. Po Agudovi smrti je še naprej služil kot minister na dvoru cesarja Tajdzonga, Agudovega mlajšega brata in naslednika. Med vladavino cesarja Šidzonga je padel v nemilost in bil leta 1140 prisiljen narediti samomor.
Po pisanju sodobnih kitajskih virov je bil Vanjan Šijin  
"sposoben in  nadarjen. Oblikoval je zakone in sestavil pisavo za džurčenski jezik ter jih tako izoblikoval v eno državo.  Ljudje so ga imenovali šan (šaman), ker je spreminjajoče se razmere razumel kot bog. Od Njanhana navzdol mu nihče ni mogel biti enak".
Vanjan Šijin je bil očaran nad kitajskimi klasičnimi spisi in zbral veliko knjižnico del, ki so jih Džurčeni zasegli in naropali v vojnah z dinastijo Severni Song, zlasti v Kajfengu. Povabil je več kitajskih učenjakov Hanov, da bi mu svetovali ter poučevali njegove sinove in vnuke. Hong Hao, še en odposlanec Songa, je v dinastijo Džin vnesel niz kitajskih praks, kot so oblike vladnih organizacij, hierarhija uradniških položajev, plače uradnikov in dedni privilegiji, pa tudi pravila za dodeljevanje posmrtnih imen cesarjev in tabu proti uporabi znakov, ki se pojavljajo v imenih cesarjev.
Znanje, ki so jih prinesli Juven Šudžong in drugi kitajski učenjaki Hani, se je očitno prijelo, saj so sinovi Vanjana Šijina lahko pisali kitajske pesmi. Stopnja njihove sinicizacije je bila dovolj visoka, da je eden od sinov postal eden prvih Džurčenov, ki se je poročil s hansko Kitajko.
Grobnice Vanjana Šijina in članov njegove družine naj bi se nahajale v bližini današnjega mesta Šulan v provinci Džilin. Od leta 1961 so vpisane v pokrajinski register zavarovanih zgodovinskih znamenitosti.

## Džurčenska pisava
Vanjan Šijin je po naročilu Agude leta 1119 ali 1120  ustvaril džurčenskko pisavo, znano kot "pisava z velikimi črkami". Pisava je bila namenjena upravi novega džurčenskega cesarstva Džin. Pisava je zasnovana na kitajskih pismenkah in kitanski pisavi.

## Vira
- Herbert Franke, 1997 (I): "Chinese Texts on the Jurchen (I): a Translation of the Jurchen in the San ch'ao pei-meng hui-pien. Originally published in Zantralasiatische Studien 9. Wiesbaden, 1975.  Reprinted in: Herbert Franke and Hok-lam Chan, "Studies on the Jurchens and the Chin Dynasty", Variorum Collected Series Studies: CS591,  Ashgate, 1997. ISBN 0-86078-645-5.
- Jing-shen Tao, "The Jurchen in Twelfth-Century China". University of Washington Press, 1976, ISBN 0-295-95514-7.